# بني عمير (تافوغالت)
بني عمير هي إحدى مشيخات المملكة المغربية، تتبع جغرافيا لإقليم بركان وإداريًا لتافوغالت. يقدر عدد سكانها بـ 2818 نسمة حسب الإحصاء الرسمي للسكان والسكنى لسنة 2004.